# Голубой патруль
«Голубо́й патру́ль» — молодёжное общественное движение в СССР, ставившее своей целью охрану водоёмов и рыбных ресурсов. Отряды «Голубого патруля» существуют и в настоящее время.
В отрядах голубых патрулей школьники изучали растения и животный мир водоемов, помогали спасать молодь рыб, выявляли случаи загрязнения водоемов и браконьерства, проводили озеленение берегов рек. Работу отрядов направляли штабы голубых патрулей, в которые входили ученые и специалисты рыбного и водного хозяйства, представители домов пионеров, станций юннатов, комитетов комсомола и местных советов общества охраны природы.
Особенно значима была помощь голубых патрулей весной, когда спадала вода и мальки оставались в так называемых отшнурованных водоемах. Помогая малькам попасть в большую воду, голубые патрули ежегодно спасали около 5 миллиардов мальков. Члены отрядов голубого патруля принимали активное участие в юннатских операциях «Живое серебро», «Малым рекам — полноводность и чистоту» и других.
Для поощрения наиболее отличившихся при выполнении заданий участников отрядов «Голубой патруль» Министерством рыбного хозяйства СССР был учрежден специальный нагрудный значок.